# Årøysund
Årøysund är en tätort i Færders kommun i Vestfold fylke i sydöstra Norge. Orten ligger vid fylkesväg 309, på den södra delen av ön Nøtterøy.
Tidigare har orten tillhört dåvarande Nøtterøy kommun.